# 1,3,4-オキサジアゾール
1,3,4-オキサジアゾール（英語: 1,3,4-oxadiazole）は、窒素と酸素を含む複素環式化合物で、4つあるオキサジアゾールの異性体の1つである。

## 誘導体
1,3,4-オキサジアゾール自体は有機化学ではあまり使われないが、その誘導体の多くは重要である。例えば、ラルテグラビルは1,3,4-オキサジアゾール環を含むHIV治療薬である。1,3,4-オキサジアゾール環を含む医薬品には、フェナジアゾール、ジボテンタン、チオダゾシンなどがある。
1,3,4-オキサジアゾール誘導体は様々な方法で合成できる。一つの経路は、アルデヒド存在下でのテトラゾール類の酸化である。同様に、テトラゾール類とアシルクロリドとの反応により、オキサジアゾール類が得られる。いずれの方法もN2を放出する。